# 抱枕

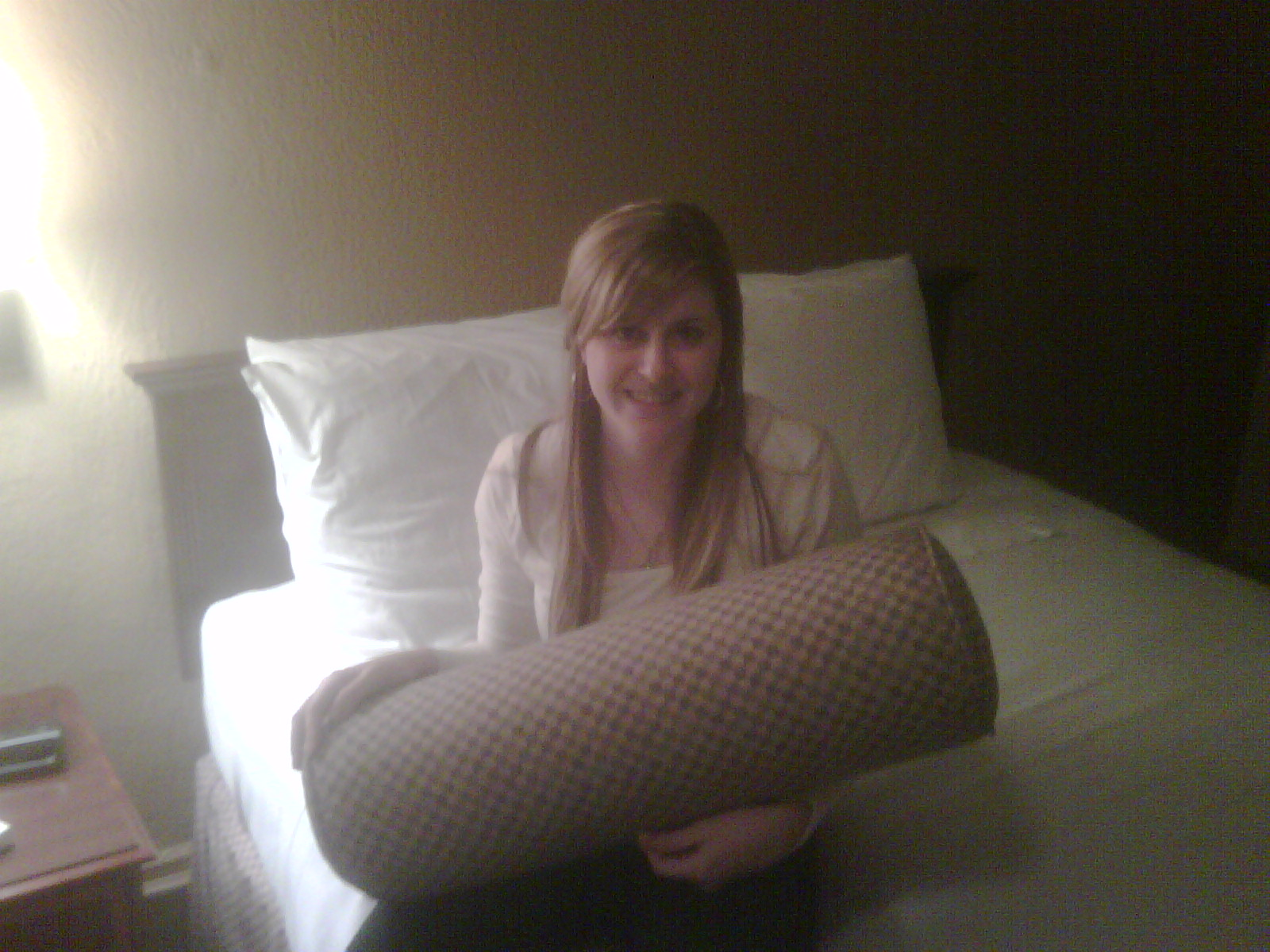
抱枕

，是一种於睡覺或躺臥時抱著的枕头，通常為長型。現代抱枕多是以棉花或羽絨填充的袋子製成，亦可作為靠墊或裝飾。抱枕有多種不同尺寸，通常以拉鏈或魔術貼封住填充物，常作為嬰兒或兒童的慰藉物。
東亞傳統的抱枕為竹製的竹夫人。

## 宅文化中的抱枕
在1990年代，抱枕開始和宅文化相互交織發展。許多上面印有動漫或電子遊戲形象的枕頭被生產出來。
在宅文化中，抱枕和普通枕头有所不同，而且常被青年作为一种慰藉物。
宅文化中的抱枕於早期常常作為動漫周邊產品生產，之後，開始有專業廠商專門生產抱枕。現在市面上販賣的動漫抱枕的大小通常為 160x50cm，因為這是日本動漫中女子的平均身高。在早期也曾出現為了減少國際郵費重量的 150x50cm 的尺寸，但這個尺寸現在已經基本淘汰。